# Eusandalum walkeri
Eusandalum walkeri är en stekelart som först beskrevs av Curtis 1836.  Eusandalum walkeri ingår i släktet Eusandalum och familjen hoppglanssteklar. Inga underarter finns listade i Catalogue of Life.